# Freno (alpinismo)
Per freno, in ambito arrampicatorio e alpinistico, si intende uno strumento atto all'assicurazione della cordata. Si tratta cioè di un attrezzo che, interagendo con la corda a cui sono legati i componenti della cordata, permette l'arresto di un'eventuale caduta.

## Tipologie
In arrampicata e alpinismo si distinguono due differenti categorie di freni: freni bloccanti (automatici) e freni dinamici (non automatici).
È importante notare che tutti i freni, siano essi automatici o dinamici, per lavorare correttamente necessitano di essere accoppiati a un moschettone a ghiera.

### Freni bloccanti

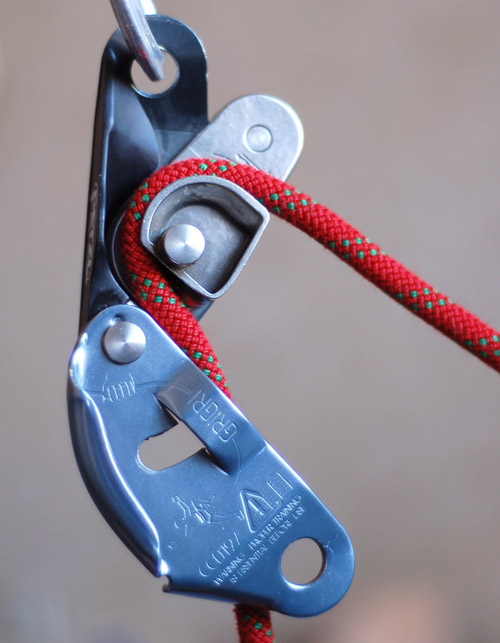
Esempio di freno bloccante: un gri-gri

I freni automatici (detti anche "bloccanti" o "autobloccanti") vengono utilizzati soprattutto nell'arrampicata sportiva e nell'arrampicata indoor, per l'assicurazione del primo di cordata o per l'autoassicurazione nel caso dell'arrampicata solitaria.
La caratteristica peculiare di questi dispositivi è quella di svolgere la propria funzione principale (ossia l'arresto della caduta) indipendentemente dall'azione umana. In pratica, un freno automatico, se ben predisposto e correttamente utilizzato, non necessita dell'intervento dell'assicuratore per bloccare la caduta dello scalatore.
Resta inteso che, essendo l'arresto della caduta pressoché immediato (con una decelerazione quasi istantanea) e senza che vi possa essere scorrimento di corda (che viene bloccata, appunto), l'arresto stesso della caduta può risultare molto violento e dare adito a pericolose sollecitazioni su tutti gli elementi della catena di sicurezza.
Tra gli attrezzi automatici oggi maggiormente diffusi segnaliamo il Gri-gri, il Cinch e il Sum-Faders.

### Freni dinamici

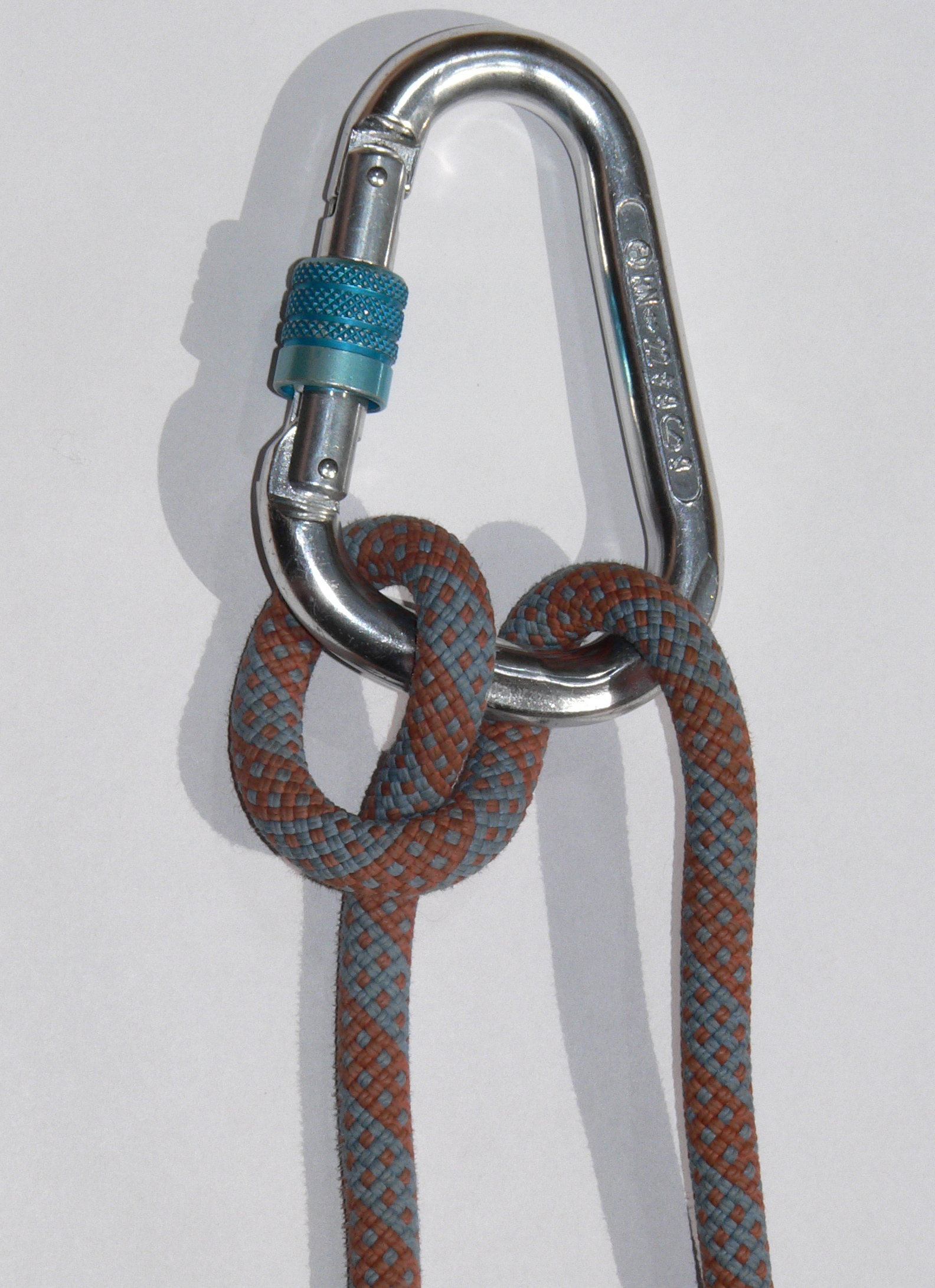
Un semplice ma efficace freno dinamico: un nodo mezzo barcaiolo su un moschettone a ghiera

I freni non automatici (detti anche "freni dinamici" e utilizzati spesso anche come discensori), vengono utilizzati principalmente in arrampicata, alpinismo e in tutte le attività outdoor in cui l'affidabilità dei punti di ancoraggio di salita non sia ottimale.
Per un corretto utilizzo, richiedono una discreta esperienza e una perfetta conoscenza del loro meccanismo di funzionamento. La caratteristica peculiare di tali dispositivi è quella di moltiplicare la forza di trattenuta messa in atto dall'assicuratore, attraverso un sistema di attriti sulla corda. Per arrestare una caduta, dunque, essi richiedono il coinvolgimento dell'operatore, che dovrà applicare la propria forza in trattenuta sulla corda.
Il grande vantaggio dei freni dinamici (rispetto ai bloccanti) è quello di generare una forza d'arresto minore e, di conseguenza, generare anche minori sollecitazioni su tutta la catena di assicurazione. La caduta del corpo che cade sarà presumibilmente più lunga, per via dello scorrimento della corda nel freno, ma l'arresto avverrà in modo più "morbido", con una decelerazione graduale nel tempo.
Tra i freni dinamici oggi maggiormente diffusi segnaliamo il nodo mezzo barcaiolo, il tuber o secchiello, l'otto, il reverso.